# Funicamp
El Funicamp o telefèric Encamp-Cortals és un telecabina de tipus funitel situat a les parròquies andorranes d'Encamp i Canillo. Es va construir el 1998, té una longitud de 5,6 km i és una de les instal·lacions més grans i ràpides de les seves característiques.
Uneix la vila d'Encamp, a 1.330 metres, amb els Cortals (Canillo), 2.502 metres, i una estació intermèdia (2.090 m), permeten als vilatans i turistes accedir a les pistes de Grandvalira des d'Encamp.